# Арджманд, Дариуш
Дариуш Арджманд (перс. داریوش ارجمند‎, род. 27 июля 1944 года, Мешхед, Иран) — иранский актёр.
Сын отца-военного и матери-домохозяйки, он родился и вырос в Мешхеде. Он начал играть в спектаклях в возрасте 12 лет. В 26 лет он начал работать в Министерстве искусства и культуры.
После многих лет выступлений в театре он начал свою актёрскую карьеру в кино, снявшись в фильме «Капитан Хоршид» (1986, реж. Насер Тагваи), за который был награждён «Хрустальным Симургом» за лучшую главную роль на Международном кинофестивале «Фаджр». Он также снял фильм «Иди зир-и солте-йе ман айид» в 1983 году.

## Фильмография
- Находа Хоршид (1987)
- Кашти-йе Анжелика (1989)
- Джостеджугар (1989)
- Парде Акхар (1991)
- Нассереддин Шах (1992)
- Замин-и-асемани (1994)
- Адам Барфи (1994)
- Этераз (2000)
- Мозафер-и-рей (2001)
- Сагкоши (2001)
- Свадьба в иранском стиле (2006)
- Рэйс (2008)
- Морской шелковый путь (2010)
- Сетайеш (2010)
- Джорм (2011)
- Бануйе Шахре Маа (2011)
- Без разрешения (2011)
- Харфе Мардом (2013)[1]